# (96185) 1990 RJ7
(96185) 1990 RJ7 là một tiểu hành tinh vành đai chính. Nó được phát hiện bởi Henri Debehogne ở Đài thiên văn La Silla ở Chile ngày 13 tháng 9 năm 1990.